# Gröna Lund
Gröna Lund es un parque de atracciones situado en la isla de Djurgården en Estocolmo, Suecia. Fue inaugurado en 1883 y es el parque de atracciones sueco más antiguo. Se extiende sobre una superficie bastante limitada, pero alberga las montañas rusas más típicas, alguna de ellas diseñada por Anton Schwarzkopf. Aquí se encuentra un escenario donde se organizan conciertos en verano. Para llegar al parque, se puede acceder por la carretera, pero también en barco de vapor desde distintos lugares de la ciudad.
Las principales atracciones son las montañas rusas. Además, existe una gran diversidad de entretenimientos para todas las edades.

## Atracciones
- Barnradiobilarna
- Blå Tåget
- Bläckfisken
- Cirkuskarusellen
- Eclipse
- Flygande Elefanterna
- Flygande Mattan
- Fritt Fall
- Fritt Fall Tilt
- House of Nightmares
- Ikaros
- Insane
- Jetline
- Katapulten
- Kvasten
- Kärlekstunneln
- Kättingflygaren
- Lilla Pariserhjulet
- Lustiga Huset
- Lyktan
- Nyckelpigan
- Pettson o Findus Värld
- Pop-Expressen
- Radiobilarna
- Rock-Jet
- Skrattkammaren
- Tekopparna
- Tuff-Tuff Tåget
- Twister
- Veteranbilarna
- Vilda Musen